# Xã Danville, Quận Worth, Iowa
Xã Danville (tiếng Anh: Danville Township) là một xã thuộc quận Worth, tiểu bang Iowa, Hoa Kỳ. Năm 2010, dân số của xã này là 348 người.